# 3D Image Festival
3D Image Festival – pierwszy w Polsce międzynarodowy festiwal filmowy poświęcony filmom 3D. Pierwsza edycja festiwalu odbyła się w Łodzi w dniach 20-24 października 2013 roku i była dedykowana wybitnemu twórcy trójwymiarowej kinematografii Alainowi Derobe'owi.